# Карас (аниме)
«Карас» (яп. 鴉, англ. «Karas», досл. «Ворон») — фантастическое аниме режиссёра Сато Кэйити о вражде миров людей и демонов. В России транслировалось по 2x2.

## Сюжет
Миры людей и демонов существовали рядом друг с другом с давних времён, однако первые, находясь под тяготой техногенной цивилизации, начали забывать о вторых, которые и решили напомнить о себе вторжением в человеческий мир.
Для сохранения мира Город, многомиллионное собрание душ, выбрал своего духа-хранителя Юринэ, который для борьбы с монстрами призывает особого защитника Караса (Ворона). Но однажды один из Карасов организовал восстание и, не в силах смотреть на разрушение своего мира, призвал нескольких могущественных духов с целью напасть на человечество.

## Персонажи
Юринэ
Сэйю: Касуми Судзуки
Ёсукэ Отоха
Сэйю: Тосихиро Вада
Хосунин Эко
Детектив Кьюр
Нуэ
Хинару
Синдику
Минору Сагисака
Ёсико Сагисака

## Список серий
| #  | Название эпизода                                  | Дата трансляции в Японии |
| -- | ------------------------------------------------- | ------------------------ |
| 01 | Увертюра (яп. 鴉開眼, англ. Ouverture)            | 25 марта 2005 года       |
| 02 | Пламя ада (яп. 火炎輪, англ. Inferno)             | 12 августа 2005 года     |
| 03 | Перерождение (яп. 滅 覚醒, англ. Revive)          | 21 октября 2005 года     |
| 04 | Жертва (яп. 人 乙羽, англ. Sacrifice)             | 3 августа 2007 года      |
| 05 | Фантастический район (яп. 幻想区, англ. Fantasy)  | 3 августа 2007 года      |
| 06 | Истинная легенда (яп. 真 伝説, англ. True Legend) | 3 августа 2007 года      |